# Rühstädt
Rühstädt é um município da Alemanha, situado no distrito de Prignitz, no estado de Brandemburgo. Tem 28,80 km² de área, e sua população em 2019 foi estimada em 456 habitantes.